# Hathors Prästinna
Hathors Prästinna, egentligen Hathors Profetissa, var den högsta ämbetsinnehavaren för kulten av gudinnan Hathor vid templet i Dendera.
Ämbetet är känt från Gamla riket. Linjen tycks ha avbrutits i början av Mellersta riket. Därefter förekommer ämbetet oregelbundet, tilldelat enskilda personer, ofta kvinnliga medlemmar av kungahuset. 
Kännetecknande var sistran, och tatueringen kring det område livmodern är benägen, som återfunnits i prästinnornas mumier. Prästinnorna skötte kultstatyn i templet och officierade i kulten. 